# Локалидад син Номбре, Фамилија Брисењо (Хуан Алдама)
Локалидад син Номбре, Фамилија Брисењо (шп. Localidad sin Nombre, Familia Briseño) насеље је у Мексику у савезној држави Закатекас у општини Хуан Алдама. Насеље се налази на надморској висини од 2010 м.

## Становништво
Према подацима из 2005. године у насељу је живело 12 становника.

### Хронологија
| Година       | 2005 |
| ------------ | ---- |
| Становништво | 12   |

### Попис
| # | Индикатор                        | Вредност |
| - | -------------------------------- | -------- |
| 1 | Укупно појединачних домаћинстава | 2        |